# Reyhaneh Jabbari
Reyhaneh Jabbari (persisch ریحانه جباری; * 6. November 1987 in Teheran; † 25. Oktober 2014 in Karadsch) war eine iranische Studentin, die trotz internationaler Kritik im Oktober 2014 nach sieben Jahren Gefängnisaufenthalt wegen Mordes hingerichtet wurde.

## Kindheit und Familie
Reyhaneh Jabbari wurde 1987 als ältestes Kind von Shole Pakravan (* 1964), die als Theaterschauspielerin arbeitete, und deren Ehemann Fereydoon Jabbari geboren. Sie hatte zwei jüngere Schwestern.

## Hintergrund des Gerichtsfalles
2007 wurde die damals 19-jährige Jabbari, die neben ihrem Informatikstudium als Innenarchitektin arbeitete, von dem 47-jährigen ehemaligen Geheimdienstmitarbeiter und Familienvater Morteza Abdolali Sarbandi engagiert, dessen Büro neu einzurichten. Nach Aussage Jabbaris bot Sarbandi ihr in einem Eiscafé den Job an und gab sich dabei als Arzt aus. Sie sagte zu. Einige Tage später habe sich dies aber als Vorwand herausgestellt. Er habe sie mit seinem Auto nicht in eine Praxis, sondern in eine leerstehende Wohnung gebracht. Jabbari gab an, daraufhin misstrauisch geworden zu sein, woraufhin er sie angriff und versuchte, sie zu vergewaltigen. In Notwehr habe sie ihn schließlich mit einem Messer im Rücken verletzt und sei geflüchtet. Obwohl Jabbari noch einen Rettungsdienst alarmierte, starb Sarbandi später an den Folgen der Verletzung im Krankenhaus.
Nach ihrer Verhaftung saß Jabbari im Gohardascht-Gefängnis in Teheran ein und wurde am 16. Dezember 2009 wegen Mordes verurteilt. Menschenrechtsorganisationen und die Vereinten Nationen zeigten sich jedoch entsetzt von dem Verfahren. Es habe keinen fairen Prozess gegeben. Unter anderem seien am Tatort Kondome und Betäubungsmittel gefunden worden, ohne dass dies im Urteil berücksichtigt worden wäre. Die anfängliche Aussicht auf einen Freispruch zerschlug sich nach dem Austausch des Richters. Jabbari wurde kein Zugang zu einem Rechtsbeistand gewährt.

## Hinrichtung
Ursprünglich sollte Jabbari Ende September 2014 durch den Strang hingerichtet werden. Dies wurde wegen internationaler Proteste jedoch mehrfach verschoben. Am 25. Oktober 2014 wurde sie schließlich am frühen Morgen im Rajai-Shahr-Gefängnis gehängt. Am Tag zuvor hatten die Behörden ihre Eltern benachrichtigt, sie sollten sich von ihrer Tochter verabschieden. Hierfür bekamen sie drei Stunden Besuchszeit. Den Exekutionsort teilte man ihnen jedoch nicht mit, vermutlich, um Proteste zu verhindern. Über die Benachrichtigung nach der erfolgten Hinrichtung gibt es widersprüchliche Angaben: Während der Tagesspiegel berichtet, ihre Eltern hätten via Radio vom Tod ihrer Tochter erfahren, schreibt Spiegel Online unter Berufung auf den in Berlin lebenden Onkel Jabbaris, die Eltern seien telefonisch gebeten worden, den Leichnam ihrer Tochter abzuholen. In einer vor der Hinrichtung aufgenommenen Sprachnachricht, die als ihr Testament bezeichnet wird, bat Jabbari ihre Mutter unter anderem darum, sich dafür einzusetzen, dass ihre Organe gespendet würden. Dieser letzte Wunsch wurde nicht erfüllt.
Nach iranischem Recht hätte die Familie Sarbandis das Todesurteil aufheben und Jabbari begnadigen können. Dafür verlangten sie allerdings die Rücknahme der Vergewaltigungsvorwürfe, um die Ehre des Familienvaters wiederherzustellen. Jabbari lehnte dies bis zuletzt ab.

## Internationale Reaktionen
Der Fall der jungen Frau löste internationalen Protest aus. Iranische Künstler forderten die Aufhebung des Todesurteils, 200.000 Menschen unterzeichneten eine Online-Petition. Viele Medien berichteten insbesondere kurz vor der Hinrichtung von dem Fall. Neben Menschenrechtsorganisationen und der UN verurteilten auch das US-Außenministerium und die EU das Zustandekommen des Todesurteils und forderten eine Überprüfung. Es wurde mehrfach von verschiedenen Seiten versucht, Iran zu einem neuen Prozess zu bewegen. Zuletzt versuchte unter anderem EU-Parlamentspräsident Martin Schulz in einem Brief an Ali Laridschani, die Vollstreckung des Urteils zu stoppen und eine Wiederaufnahme des Verfahrens zu erreichen.
Kurz vor der Hinrichtung Jabbaris wurde durch den Sonderbotschafter der Vereinten Nationen, Ahmed Shaheed, bekannt, dass die Hinrichtungszahlen in der Islamischen Republik Iran unter dem neuen Präsidenten Hassan Rohani deutlich gestiegen waren. So wurden innerhalb seines ersten Regierungsjahres 852 Menschen hingerichtet, etwa 200 mehr als in den Kalenderjahren zuvor.

## Rezeption
Von ihrem Fall handeln der Dokumentarfilm Sieben Winter in Teheran und das von ihrer Mutter, Schole Pakrawan, geschriebene Sachbuch Wie man ein Schmetterling wird. Das kurze, mutige Leben meiner Tochter Reyhaneh Jabbari, die beide im Jahr 2023 erschienen.